# Ernest Munier-Chalmas
Ernest Munier-Chalmas (Tournus 1842 - Aix-Les-Bains 1903), fue un geólogo y paleontólogo francés. 

En 1864 fue nombrado preparador de la Cátedra de geología de la Facultad de Ciencias de París. En 1879 llegó a ser Subdirector del laboratorio de investigaciones geológicas de la misma Facultad. En 1892 fue encargado de un curso en la Escuela normal y en 1891 fue profesor de geología de la Facultad de ciencias de París e ingresó en la Academia de ciencias en 1903. Publicó una gran cantidad de Monografías sobre Paleontología: Description d´un nouveau genre du Kimmeridge-clay Anisocardia, Description d´un nouveau genre et de nouvelles espèces fossiles du bassin de Paris et Biarritz (París 1863), Description d´un nouveau genre Monomyaire du terrains jurassique, Pernostrea (París 1864), Note sur sur quelques espéces nouvelles du genre Trigonia (1865), Découvertes préhistoriques faites de la chaine des Montagnes de la Gardéole (Montpellier 1873), Développement du phragmostracum de Cephalopodes et rapport zoologiques de ammonites avec les spirules (París 1873), Chotts innisiens: I, hydrologie geología, II, paleontologie (París 1881), Nouvelle observé sur dimorphisme des Foraminiféres (París 1883), Sur la base des terrains tertaires des environs d´Issoire (París 1885), Sur les Brachiopodes nouvelles du genre Koninckella, Cadomella (París 1887) Terrains jurassique superé cretacé et Tertairé du Vicentín (París 1891), Note sur la nomenclature des terrains sédimentaires (París 1892-94) y Notice suses travaux scientifiques (Lila 1903). Se le debe a 
munier-Chalmas la creación de los pisos del carbonífero Dinantiense, Westfaliense, Estefaniense y Priabonense (1893-94).